# Worn Copy
Worn Copy è il settimo album in studio del musicista statunitense Ariel Pink, pubblicato nel 2003 con il nome del suo progetto Ariel Pink's Haunted Graffiti.

## Tracce
1. Trepanated Earth – 10:53
2. Immune to Emotion – 2:39
3. Jules Lost His Jewels – 3:50
4. Artifact – 4:48
5. Bloody! (Bagonia's) – 1:32
6. Credit – 3:25
7. Life in L.A. – 6:45
8. The Drummer – 4:54
9. Cable Access Follies – 2:13
10. Creepshow – 5:22
11. One on One – 3:08
12. Oblivious Peninsula – 4:20
13. Somewhere in Europe/Hotpink! – 4:29
14. Thespian City – 3:08
15. Crybaby – 3:25
16. Foilly Foibles/GOLD – 8:09
17. Jagged Carnival Tours – 3:11